# Innn.it
Bitte behalten - in der Wikipedia sind Artikel über andere Online-Plattformen enthalten; innn.it ist eine der großen Plattformen, die allein im Hinblick auf die Diskussionen zum Gemeinnützigkeitsrecht eine hohe Relevanz besitzt. Ohne einen Artikel zu innn.it ist diese Facette der Möglichkeiten zur Online-Beteiligung in Deutschland unvollständig. A ka es (Diskussion) 10:03, 19. Aug. 2025 (CEST) 
innn.it (Eigenschreibweise mit kleinem „i“ und drei „n“) ist eine deutsche digitale Kampagnenplattform und ein Verein mit Sitz in Berlin, der Bürger dabei unterstützt, Petitionen nicht nur zu starten, sondern bis zur rechtsverbindlichen direktdemokratischen Initiative zu führen.

## Geschichte
innn.it entstand 2022 als Nachfolgeorganisation von Change.org Deutschland, nachdem das dortige Team um Gregor Hackmack aus dem internationalen Netzwerk ausschied und die Arbeit unter neuem Namen fortführte.

## Rechtsstatus & Gemeinnützigkeit
Im Februar 2021 entzog das Finanzamt Berlin dem Verein die Gemeinnützigkeit, da Petitionen an nichtstaatliche Akteure nicht als gemeinnützig angesehen wurden.  Im November 2023 entschied das Finanzgericht Berlin-Brandenburg zu Gunsten von innn.it, woraufhin das Finanzamt in Revision ging.  Am 12. Dezember 2024 kippte der Bundesfinanzhof das Urteil der Vorinstanz und verwies die Entscheidung zurück.  Am 18. Juni 2025 gab innn.it bekannt, künftig auf den Status der Gemeinnützigkeit zu verzichten.

## Finanzierung & Struktur
Im Lobbyregister des Deutschen Bundestages ist innn.it e.V. mit der Registernummer R001798 eingetragen. Vorstand sind Gregor Hackmack und Nora Circosta; insgesamt engagieren sich sieben Personen im Verein. Die meisten Einnahmen (im Geschäftsjahr 2024) stammen aus Spenden in Höhe von rund 2,28 Mio. Euro; öffentliche Zuwendungen gab es keine.

## Aktivitäten & Erfolge
Ein Beispiel für eine erfolgreiche Kampagne ist der Brandbrief „Gewaltschutz für alle – JETZT!“, den der Deutsche Frauenrat und UN Women über innn.it unterstützt einreichte und der in der Politik Gehör fand.
Ein herausragender Erfolg war die Petition „1, 2, 3, 4 − Joel bleibt hier! Gegen die Abschiebung unseres Mitschülers Joel!“, gestartet durch Mitschüler und Lehrkräfte der Nelson-Mandela-Schule. Sie erreichte über 35.000 Unterstützende binnen weniger Tage und trug zur öffentlichen Aufmerksamkeit und politischem Druck bei.
Die Plattform unterstützte auch eine der bisher größten Online-Petitionen Deutschlands: Die Aktion „Bundesweites Böllerverbot, jetzt!“ sammelte mehr als 2 Millionen Unterschriften. Die Gewerkschaft der Polizei Berlin bezeichnete sie als die größte Online-Petition Deutschlands.

## Einordnung
innn.it zählt zu den relevanten Plattformen im Bereich Online-Petition, neben Anbietern wie Change.org, openPetition und Campact.